# Youssouf Niakaté
Youssouf Niakaté (Coulommiers, 16 dicembre 1992) è un calciatore maliano, attaccante del Baniyas e della nazionale maliana.

## Carriera

### Club
Il 24 luglio 2019, dopo numerose stagioni tra la seconda e la quarta divisione francese ed una stagione nella seconda divisione belga, viene acquistato a titolo definitivo dalla squadra saudita dell'Al-Wahda. Il 22 luglio 2023 viene ufficializzato il suo passaggio al Baniyas.

### Nazionale
Nel 2023 ha esordito in nazionale; nel medesimo anno è stato anche convocato per la Coppa d'Africa.

## Statistiche

### Presenze e reti nei club
Statistiche aggiornate al 24 luglio 2023.
| Stagione             | Squadra              | Campionato           | Campionato | Campionato | Coppe nazionali | Coppe nazionali | Coppe nazionali | Coppe continentali | Coppe continentali | Coppe continentali | Altre coppe | Altre coppe | Altre coppe | Totale | Totale |
| Stagione             | Squadra              | Comp                 | Pres       | Reti       | Comp            | Pres            | Reti            | Comp               | Pres               | Reti               | Comp        | Pres        | Reti        | Pres   | Reti   |
| -------------------- | -------------------- | -------------------- | ---------- | ---------- | --------------- | --------------- | --------------- | ------------------ | ------------------ | ------------------ | ----------- | ----------- | ----------- | ------ | ------ |
| 2012-2013            | Aubervilliers        | CFA                  | 28         | 4          | CF              | 0               | 0               |                    | -                  | -                  |             | -           | -           | 28     | 4      |
| 2013-2014            | Aubervilliers        | CFA                  | 28         | 10         |                 | -               | -               |                    | -                  | -                  |             | -           | -           | 28     | 10     |
| Totale Aubervilliers | Totale Aubervilliers | Totale Aubervilliers | 56         | 14         |                 | 0               | 0               |                    | -                  | -                  |             | -           | -           | 56     | 14     |
| 2014-2015            | Avranches            | N                    | 25         | 5          | CF              | 3               | 1               |                    | -                  | -                  |             | -           | -           | 28     | 6      |
| 2015-gen. 2016       | Avranches            | N                    | 13         | 4          | CF              | 2               | 2               |                    | -                  | -                  |             | -           | -           | 15     | 6      |
| Totale Avranches     | Totale Avranches     | Totale Avranches     | 38         | 9          |                 | 5               | 3               |                    | -                  | -                  |             | -           | -           | 43     | 12     |
| gen.-mag. 2016       | Créteil-Lusitanos    | L2                   | 17         | 1          | CF+CdL          | 0               | 0               |                    | -                  | -                  |             | -           | -           | 17     | 1      |
| 2016-2017            | Créteil-Lusitanos    | N                    | 28         | 6          | CdL             | 1               | 1               |                    | -                  | -                  |             | -           | -           | 29     | 7      |
| Totale Créteil       | Totale Créteil       | Totale Créteil       | 45         | 7          |                 | 1               | 1               |                    | -                  | -                  |             | -           | -           | 46     | 8      |
| 2017-2018            | Boulogne             | N                    | 25         | 6          | CF              | 0               | 0               |                    | -                  | -                  |             | -           | -           | 25     | 6      |
| 2018-2019            | Union Saint-Gilloise | D2                   | 26+10      | 13+9       | CB              | 4               | 3               |                    | -                  | -                  |             | -           | -           | 40     | 25     |
| 2019-2020            | Al-Wahda             | PL                   | 30         | 16         | CAS             | 1               | 0               |                    | -                  | -                  |             | -           | -           | 31     | 16     |
| 2020-2021            | Al-Wahda             | PL                   | 13         | 8          | CAS             | 0               | 0               |                    | -                  | -                  |             | -           | -           | 13     | 8      |
| 2021-gen.2022        | Al-Ittihad           | PL                   | 8          | 0          | CAS             | 1               | 0               |                    | -                  | -                  |             | -           | -           | 9      | 0      |
| gen.-giu.2022        | Al-Ettifaq           | PL                   | 9          | 0          | CAS             | 0               | 0               |                    | -                  | -                  |             | -           | -           | 9      | 0      |
| 2022-2023            | Al-Ettifaq           | PL                   | 25         | 8          | CAS             | 0               | 0               |                    | -                  | -                  |             | -           | -           | 25     | 8      |
| Totale carriera      | Totale carriera      | Totale carriera      | 285        | 90         |                 | 14              | 7               |                    | -                  | -                  |             | -           | -           | 299    | 97     |